# 诺曼王宫

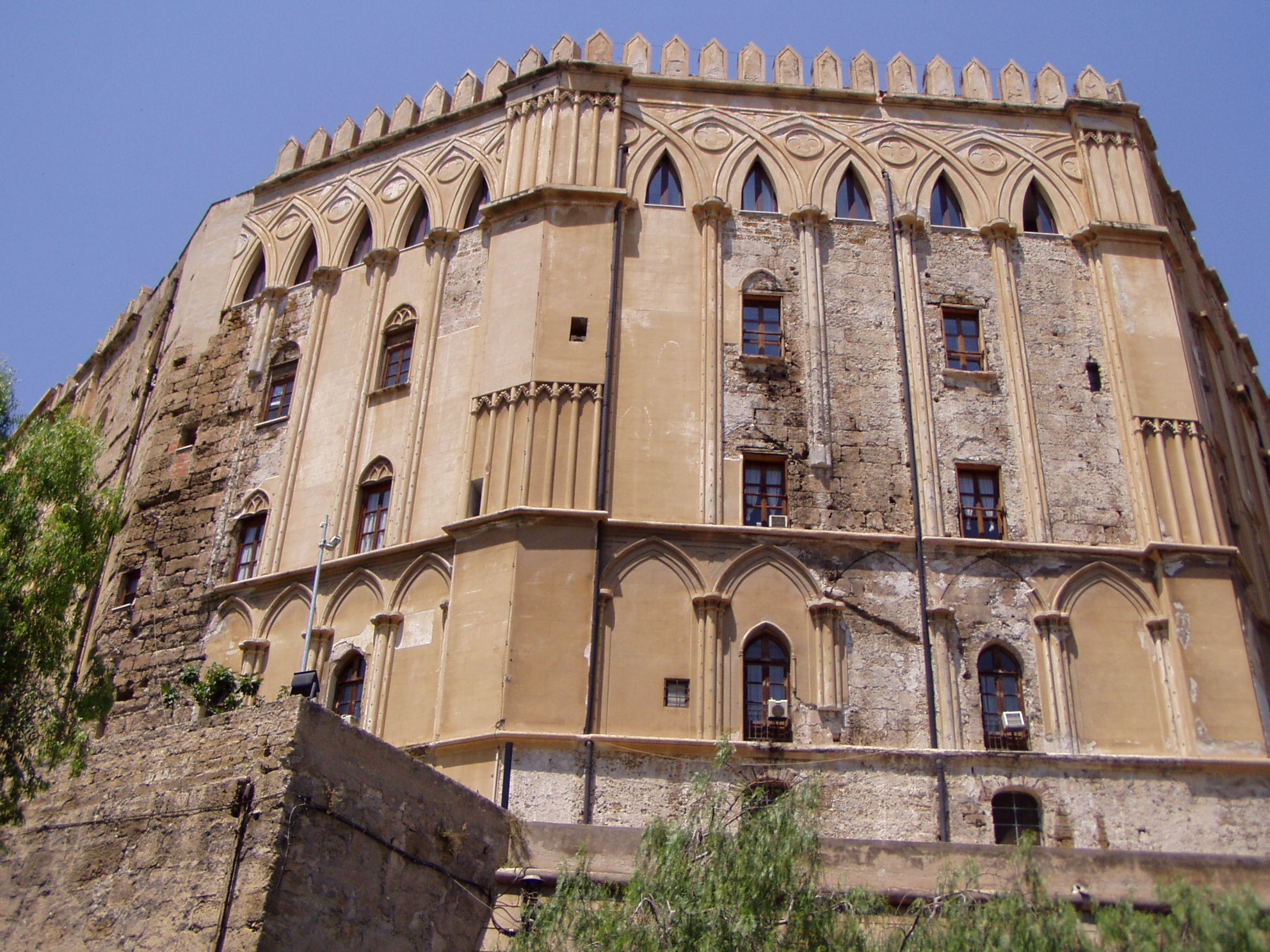
诺曼王宫

诺曼王宫（義大利語：Palazzo dei Normanni）是意大利南部西西里首府巴勒莫的一座宫殿，它是自诺曼征服时期以后西西里国王的主要驻地，现在则是西西里议会的所在地。该建筑是欧洲最古老的王宫。

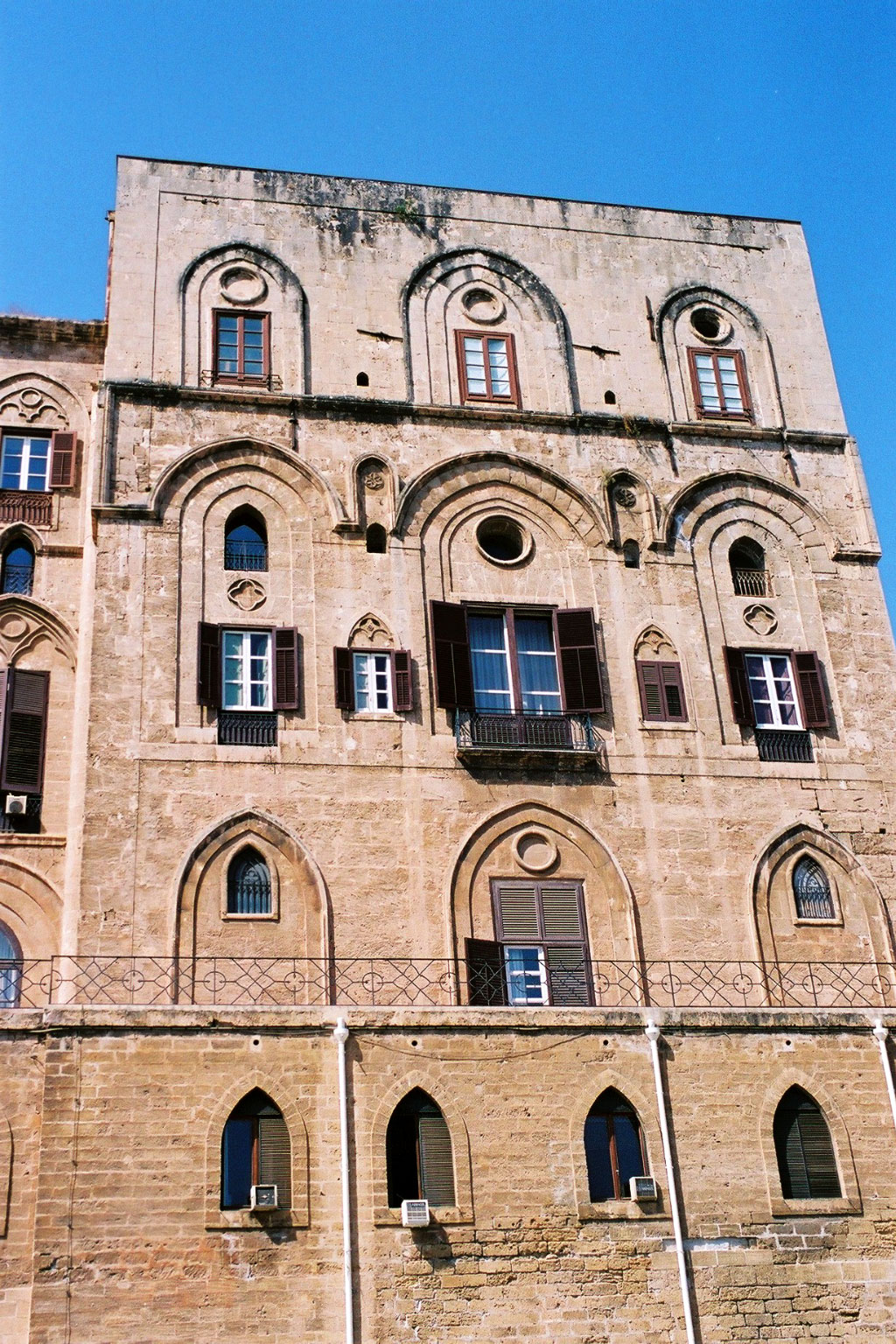
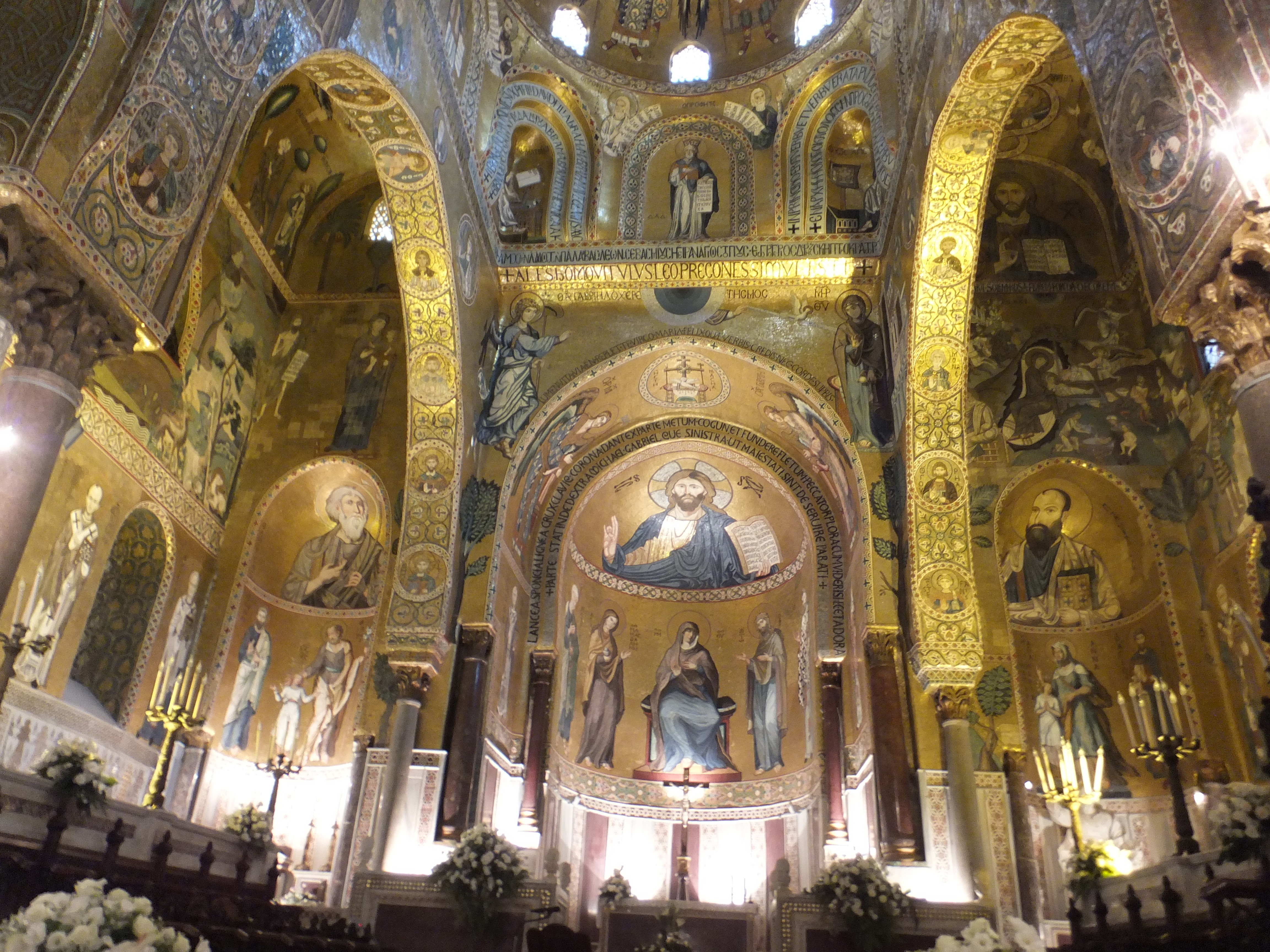
帕拉提那禮拜堂
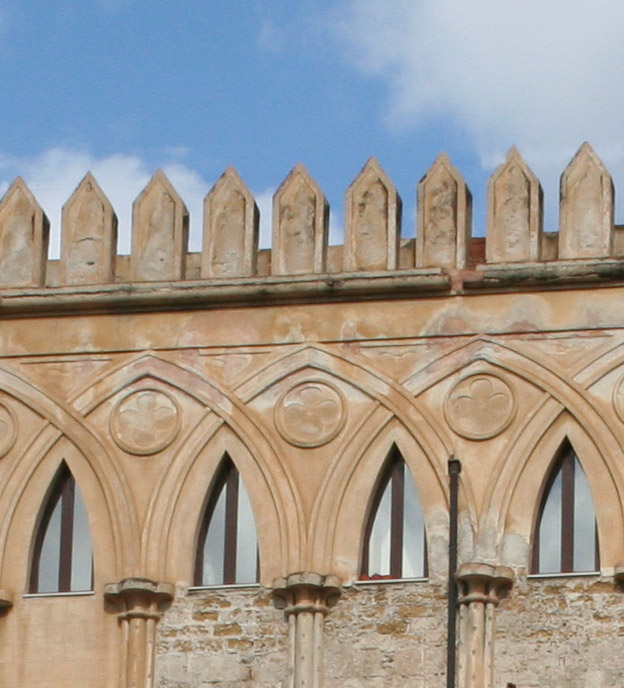

第一座宫殿建筑al-Qasr由西西里埃米爾國建于9世纪。部分早期建筑的基础部分至今可见。1072年诺曼征服以后，定都巴勒莫，这座阿拉伯宫殿成为诺曼国王的主要宫殿，加以改建。1132年，鲁杰罗二世在宫殿内修建了拜占庭风格的帕拉提那禮拜堂，作为宫殿的焦点。
中华人民共和国主席习近平与彭丽媛曾于2019年3月访问西西里岛时参观该宫殿。